# Chondrilla nucula
Chondrilla nucula är en svampdjursart som beskrevs av Schmidt 1862. Chondrilla nucula ingår i släktet Chondrilla och familjen Chondrillidae. Inga underarter finns listade i Catalogue of Life.

## Bildgalleri

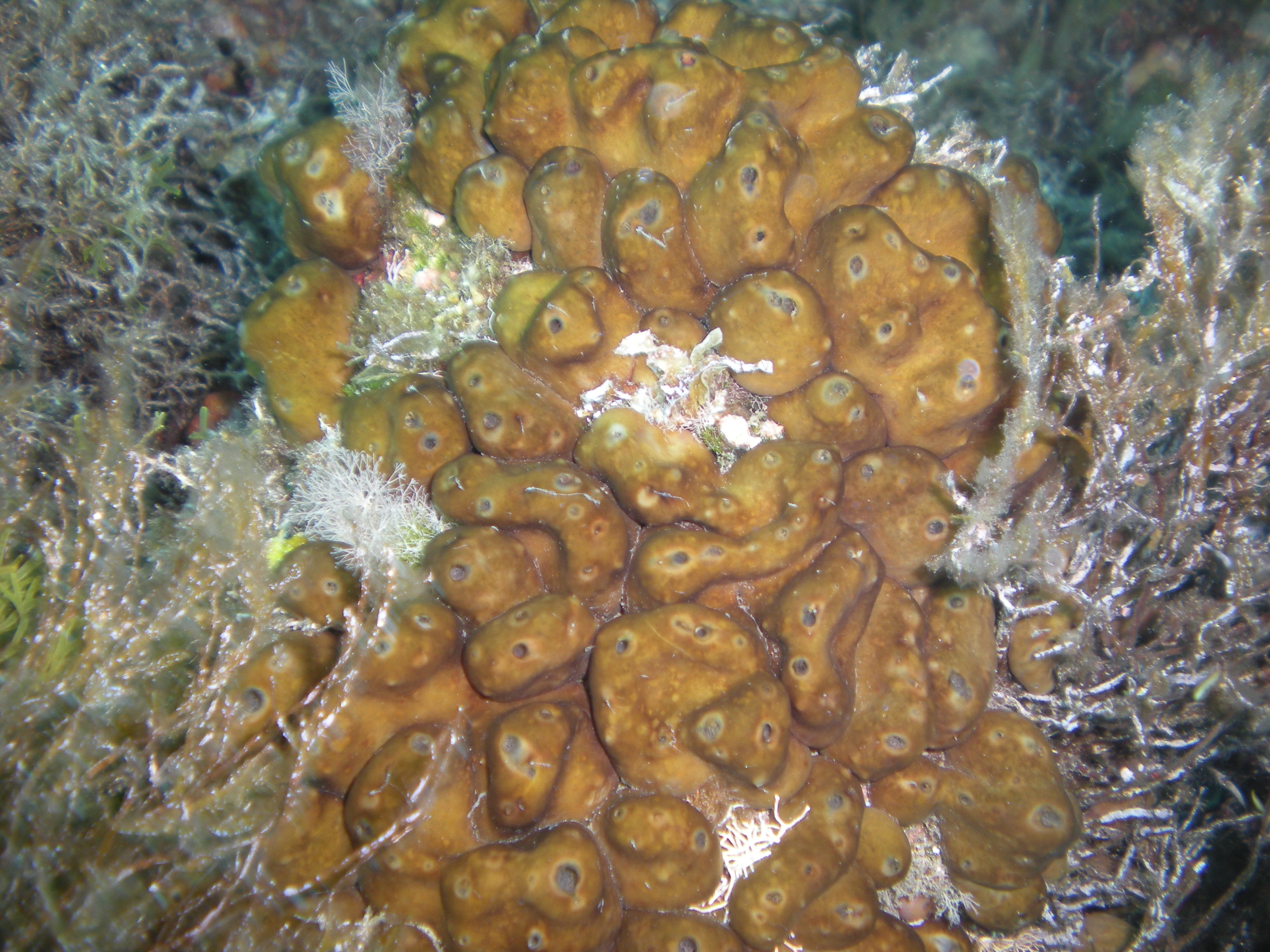
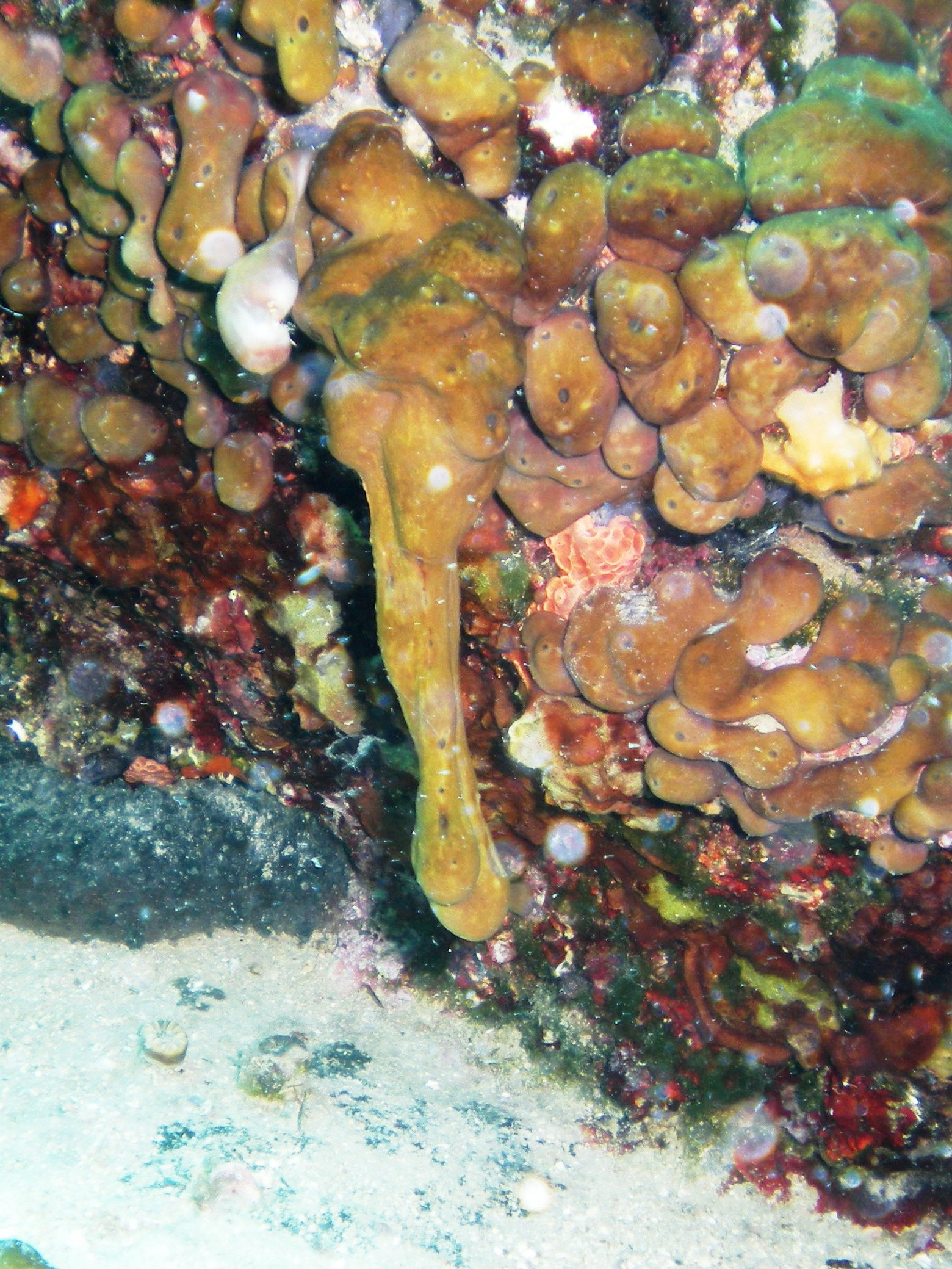